# フリードリヒ3世 (オーストリア公子)

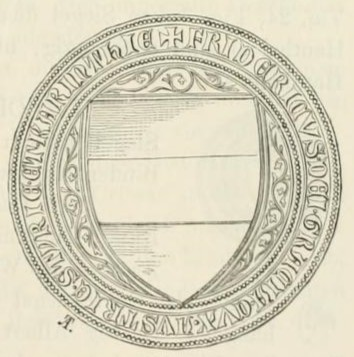
フリードリヒ3世の紋章

フリードリヒ3世 (ドイツ語: Friedrich III. 1347年3月31日 - 1362年12月10日) は、ハプスブルク家の公爵。オーストリア公アルブレヒト2世とヨハンナ・フォン・プフィルトの次男で、ルドルフ４世の弟。15歳の若さで死去し、シュテファン大聖堂の公爵の地下聖堂に葬られた。ウィーンで生まれ、同じくウィーンで死去した。
3年後の1365年にルドルフ4世も死去し、ハプスブルク家の封土はノイベルク条約で弟のアルブレヒト3世とレオポルト3世により分割された。